# Вилле, Ульрих
Ульрих Вилле (нем. Conrad Ulrich Sigmund Wille), (5 апреля 1848, Гамбург — 31 января 1925, Майлен, кантон Цюрих, Швейцария) — командующий швейцарской армии во время Первой мировой войны.

## Биография
Ульрих Вилле родился 5 апреля 1848 года в городе Гамбурге.
В 1912 году, в связи с посещением императора Вильгельма II, Ульрих Вилле, как командир 6-й дивизии швейцарской армии (нем. Felddivision 6), руководил большими военными учениями. Эти учения показали, что швейцарская армия была в состоянии отстаивать свой нейтралитет. Ульрих Вилле не скрывал того факта, что был поклонником немецкой армии. Ульрих Вилле перенял метод подготовки солдат и военный опыт немецкой армии, за что не раз его критиковали.
В 1918 году он применил военную силу против протестующих в ходе земельной забастовки.

### Семья
Его матерью была Элиза Вилле (урожденная Гундален Элизабет Сломан), известная как немецкая писательница.
Ульрих Вилле состоял в браке с графиней Кларой фон Бисмарк (1851—1946), дочерью Фридриха Вильгельма фон Бисмарка. В браке родилось 5 детей:
- Ульрих Вилле-младший[фр.] (1877-1959), был дважды женат, сначала на Инес Ритер (1879–1941), а затем на Кларе Бахманн. Его дочь от первого брака Гундалена (1908–2000) вышла замуж за немецкого физика Карла Фридриха фон Вайцзеккера в 1937 году,
- Рене Шварценбах-Вилле[нем.], вышла замуж за шелкового магната Альфреда Шварценбаха, в браке родилось 5 детей, олимпийская наездница на Летних Олимпийских играх 1936 года и фотограф-любитель. Одной из внучек была известная писательница, путешественница и фотограф Аннемари Шварценбах (1908-1942).